# Julius Johansen

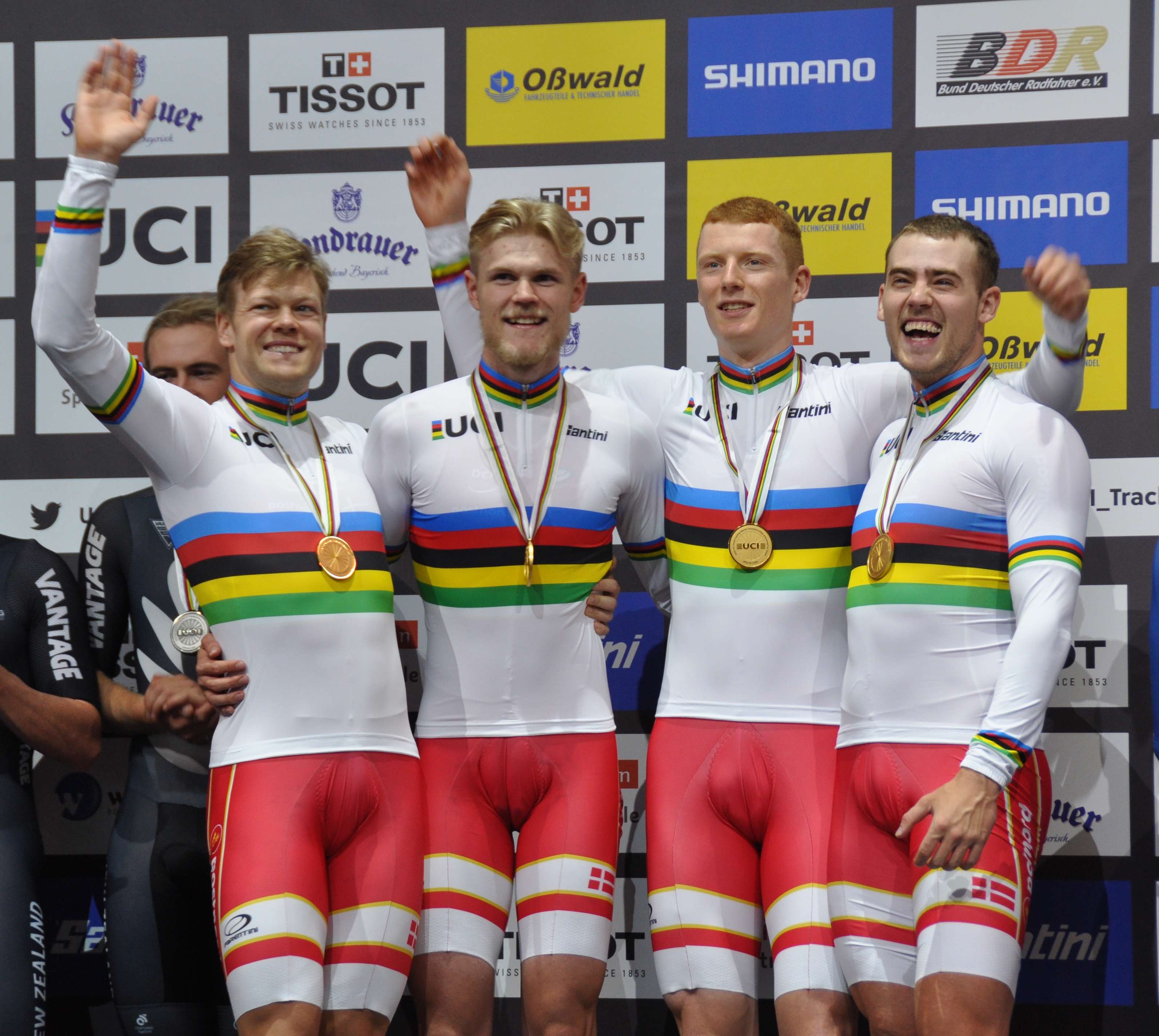
Dänischer Vierer als Weltmeister in der Mannschaftsverfolgung 2020, v..l.n.r.: Lasse Norman Hansen, Julius Johansen, Frederik Madsen und Rasmus Pedersen

Julius Graugund Johansen (* 13. September 1999 in Blovstrød) ist ein dänischer Radrennfahrer.

## Sportliche Laufbahn
2016 wurde Julius Johansen Junioren-Vizeweltmeister in der Mannschaftsverfolgung, gemeinsam mit Kristian Kaimer Eriksen, Mathias Larsen und Rasmus Pedersen, im Omnium belegte er Rang drei. Im Einzelzeitfahren der Junioren bei den UCI-Straßen-Weltmeisterschaften 2016 belegte er Platz vier. Zudem wurde er dänischer Junioren-Meister in der Einerverfolgung auf der Bahn.
Im Jahr darauf konnte Johansen zahlreiche Erfolge verbuchen: Zu Beginn des Jahres startete er beim Weltcup in Cali in der Elite und siegte mit Niklas Larsen, Frederik Madsen, Casper Pedersen und Casper von Folsach in der Mannschaftsverfolgung. Auf der Straße wurde er Vize-Europameister der Junioren im Einzelzeitfahren sowie zweifacher dänischer Junioren-Meister in Straßenrennen und Einzelzeitfahren. Bei den Junioren-Weltmeisterschaften auf der Bahn errang er Gold im Omnium und gemeinsam mit Mathias Larsen im Zweier-Mannschaftsfahren. In der Mannschaftsverfolgung holte er mit Johan Price-Pejtersen, Mathias Larsen und Oliver Wulff Frederiksen Silber.
Im September 2017 wurde Julius Johansen im norwegischen Bergen Junioren-Weltmeister im Straßenrennen. Des Weiteren errang er den Gesamtsieg beim Saarland Trofeo.
Bei den UCI-Bahn-Weltmeisterschaften 2018 in Apeldoorn belegte der dänische Vierer mit Johansen, Niklas Larsen, Frederik Madsen und Casper von Folsach Rang zwei. Auf der Straße wurde er dänischer U23-Meister im Straßenrennen und gewann die Nachwuchswertung der Dänemark-Rundfahrt. 2019 wurde Johansen mit Lasse Norman Hansen, Rasmus Pedersen,  und Frederik Madsen Europameister in der Mannschaftsverfolgung. Im Jahr darauf errang der Vierer (Lasse Norman Hansen, Madsen und Pedersen) bei den UCI-Bahn-Weltmeisterschaften 2020 im Berliner Velodrom den Weltmeister-Titel. Dabei stellte die Mannschaft mit 3:44,672 Minuten einen neuen Weltrekord auf.
Auf der Straße wurde Johansen 2020 Mitglied im Uno-X Pro Cycling Team. In diesem Jahr wurde er Norwegischer U23-Meister sowohl im Straßenrennen als auch im Einzelzeitfahren. Nach zwei Jahren für Uno-X wechselte er zur Saison 2022 zum UCI WorldTeam Intermarché-Wanty-Gobert Matériaux.  
Am 25. November wurde bekannt, dass Johansen für ein Jahr bei UAE Team Emirates unterschrieben hat. 

## Erfolge

### Bahn
2015
- Dänischer Meister – Einerverfolgung

2016
- Junioren-Weltmeisterschaft – Mannschaftsverfolgung (mit Kristian Kaimer Eriksen, Mathias Larsen und Rasmus Pedersen)
- Junioren-Weltmeisterschaft – Omnium
- Dänischer Junioren-Meister – Einerverfolgung

2017
- Weltcup in Cali – Mannschaftsverfolgung (mit Niklas Larsen, Frederik Madsen, Casper Pedersen und Casper von Folsach)
- Junioren-Weltmeister – Omnium, Zweier-Mannschaftsfahren (mit Mathias Larsen)
- Junioren-Weltmeisterschaft – Mannschaftsverfolgung (mit Johan Price-Pejtersen, Mathias Larsen und Oliver Wulff Frederiksen)
- Europameisterschaft – Omnium
- Dänischer Meister – Zweier-Mannschaftsfahren (mit Mathias Krigbaum), Mannschaftsverfolgung (mit Matias Malmberg, Mathias Larsen und Johan Price-Pejtersen)
- Nordischer Meister – Zweier-Mannschaftsfahren (mit Casper von Folsach)
- Nordische Meisterschaften – Punktefahren

2018
- Weltmeisterschaft – Mannschaftsverfolgung (mit Niklas Larsen, Frederik Madsen und Casper von Folsach)
- Weltcup in Saint-Quentin-en-Yvelines – Mannschaftsverfolgung (mit Lasse Norman Hansen, Rasmus Pedersen und Casper von Folsach)
- Weltcup in London – Zweier-Mannschaftsfahren (mit Casper von Folsach)

2019
- Weltmeisterschaft – Mannschaftsverfolgung (mit Lasse Norman Hansen, Rasmus Pedersen, Casper von Folsach und Niklas Larsen)
- Europameister – Mannschaftsverfolgung (mit Lasse Norman Hansen, Rasmus Pedersen,  und Frederik Madsen)
- Bahnrad-Weltcup in Minsk – Mannschaftsverfolgung (mit Lasse Norman Hansen, Rasmus Pedersen, und Frederik Madsen)
- Bahnrad-Weltcup in Glasgow – Mannschaftsverfolgung (mit Lasse Norman Hansen, Rasmus Pedersen, und Frederik Madsen)

2020
- Weltmeister – Mannschaftsverfolgung (mit Lasse Norman Hansen, Frederik Madsen und Rasmus Pedersen)

### Straße
2017
- Junioren-Weltmeister – Straßenrennen
- Junioren-Europameisterschaft – Einzelzeitfahren
- Dänischer Junioren-Meister – Einzelzeitfahren
- Dänischer Junioren-Meister – Straßenrennen
- Gesamtwertung und eine Etappe Trofeo der Gemeinde Gersheim

2018
- Dänischer U23-Meister – Straßenrennen
- Nachwuchswertung Dänemark-Rundfahrt
- Gesamtwertung, Nachwuchswertung und eine Etappe Olympia’s Tour

2019
- Nachwuchswertung Tour du Loir-et-Cher

2020
- Dänischer U23-Meister – Straßenrennen, Einzelzeitfahren

2024
- Circuito da Moita
- Gesamtwertung und eine Etappe GP Anicolor

## Grand Tour-Platzierungen
| Grand Tour            | 2022 | 2023 |
| --------------------- | ---- | ---- |
| Giro d’ItaliaGiro     | –    | –    |
| Tour de FranceTour    | –    | –    |
| Vuelta a EspañaVuelta | 129  | 98   |